# اختبار الطريق AASHO

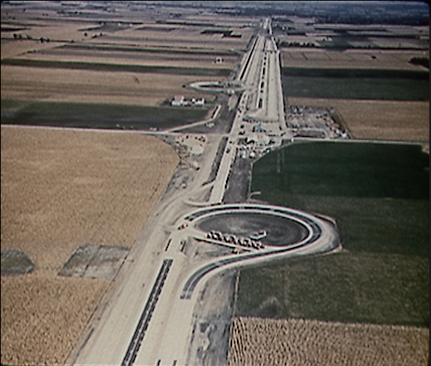
منظر جوي لموقع الاختبار

اختبار الطريق AASHO هو عبارة عن سلسلة من التجارب التي أجرتها الجمعية الأمريكية لمسؤولي الطرق السريعة والنقل بالولايات (AASHTO)، من أجل تحديد كيفية مساهمة حركة المرور في تدهور أرصفة الطرق السريعة .

## المنهجية

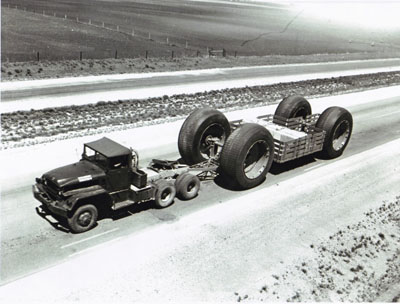
مقطورة قطار الطرق الوعرة في إلينوي المستخدمة في الاختبار الذي تم إجراؤه بعد الانتهاء من اختبار المرور العادي

كان يهدف اختبار الطريق AASHO إلى دراسة أداء هياكل الرصف ذات السماكة المعروفة تحت الأحمال المتحركة ذات المقدار و التردد المعتادين.[بحاجة لمصدر]> حيث أجريت الدراسة من أغسطس 1956 إلى 30 نوفمبر 1960 في أوتاوا، إلينوي  و استخدمت كمصدر أساسي للبيانات التجريبية فيما يخص تآكل المركبات على الطرق السريعة، من أجل تصميم الطرق المناسبة، و فرض الضرائب على المركبات، و تقدير التكلفة.
تكونت مراحل اختبار الطريق من ست حلقات ذات مسارين على طول المحاذاة المستقبلية للطريق السريع 80. حيث تم إخضاع كل مسار لتحميل متكرر بواسطة نوع و وزن محددين من المركبات. و تم تغيير بنية الرصيف داخل كل منهما من أجل التحقيق في تفاعل أحمال المركبات و بنية الرصيف. إضافة إلى ذلك، كان من المقرر إجراء دراسات عبر الأقمار الصناعية في أجزاء أخرى من البلاد حتى يمكن التحقيق في تأثيرات المناخ و الطبقة الأساسية ، و لكن لم تُطبق الاقتراحات على أرض الواقع مطلقًا.

## إرث

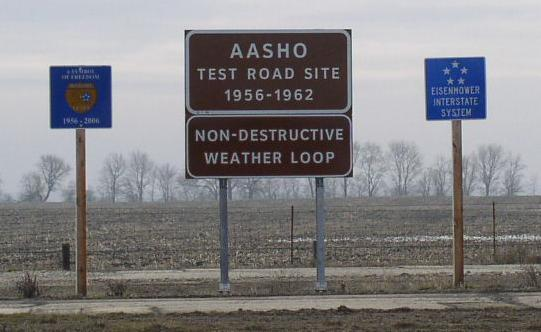
علامة طريق تشير إلى مكان تاريخي معاصر في الموقع.

نتائج اختبار الطريق AASHO تم الاستعانة بها لاحقا لتطوير دليل تصميم الرصيف، و الذي صدر لأول مرة في عام 1961 تحت إسم:دليل AASHO المؤقت لتصميم الأرصفة الصلبة و المرنة. في عامي 1972 و 1993 تم إصدار تحديثات رئيسية للدليل مرة أخرى. أما الإصدارات الأحدث للدليل المعتمد فلا تعتمد بشكل أساسي على نتائج الاختبار.
قدم اختبار الطريق AASHO العديد من النتائج و المفاهيم الجديدة في هندسة الرصف، بما في ذلك عامل تكافؤ الحمل. و مفهوم تقليل المركبات الأثقل من قابلية الخدمة في وقت أقصر بكثير من المركبات الخفيفة، و ظهور القانون الأكثر استشهادا به المسمى بقانون القوة الرابعة المعمم،  و الذي ينص على أن الضرر الناجم عن المركبات "مرتبط بالقوة الرابعة لوزن محورها. علاوة على ذلك، كانت النتيجة المباشرة الأخرى لتلك الاختبارات هي ظهور معايير جديدة لضمان الجودة في بناء الطرق في الولايات المتحدة، و التي لا تزال مستخدمة حتى اليوم.
استخدم الاختبار لوحات كبيرة لمستخدمي الطريق لتحديد تصنيف الخدمة الحالي (PSR) لكل قسم من الاختبار. و نظرًا لأن تقييمات الألواح باهظة الثمن، فقد تم إنشاء مؤشر قابلية الخدمة الحالي للمعلمة الرئيسية البديلة (PSI). يعتمد هذا المؤشر بالأساس على البيانات المتعلقة بخشونة الطريق الطولية، و الترقيع، و الخطوك ، و التشققات . وقد أظهرت دراسات لاحقة أن هذا المؤشر هو في المقام الأول ثمرة عدم التوازن، مع وجود ارتباط يزيد عن 90٪ بين الاثنين. تم قياس التفاوت باستخدام جهاز قياس ميكانيكي، مع الإبلاغ عن معلمة تسمى تباين المنحدر (SV). و هو المشتق المكاني الثاني للارتفاع. على سبيل المثال، إذا كانت المركبة تسير بسرعة، فإن SV هو المصدر المثير للتسارع الرأسي؛ المشتق الثاني في مجال الزمن للارتفاع. وهذا منطقي جدًا، نظرًا لأن 1 – 80 تسارع هرتز هو المعلمة المستخدمة عند ربط التعرض البشري للاهتزاز بعدم الراحة المتصور في معيار ISO 2631-1 (1997). و نتيجة لذلك، فإن SV مرتبط فعليًا بجودة الركوب.
على الرغم من أن الدراسة قديمة، إلا أنها لا تزال تُستخدم كمرجع، و مع ذلك فإن بعض المنتقدين يشيرون إلى أن بياناتها صالحة فقط في ظل الظروف المحددة للاختبار فيما يتعلق بالوقت و المكان والبيئة وخصائص المواد الموجودة أثناء الاختبار في ذلك الوقت. لأن استقراء البيانات لمواقف مختلفة كان يشكل مشكلة كبيرة.لذلك، حاولت دراسات أخرى تحسين النتائج، إما من خلال المزيد من الدراسات التجريبية أو من خلال تطوير نماذج رياضية، بنجاح متفاوت.

## روابط خارجية
- اختبار الطريق AASHO على موقع الإدارة الفيدرالية للطرق السريعة